# A Narrow Escape
A Narrow Escape è un cortometraggio muto del 1914 diretto da Allen Curtis.

## Produzione
Il film fu prodotto dall'Universal Film Manufacturing Company (con il nome Joker)

## Distribuzione
Distribuito dall'Universal Film Manufacturing Company, il film - un cortometraggio di 200 metri - uscì nelle sale USA il 18 febbraio 1914.
Nelle proiezioni, veniva programmato con il sistema dello split reel, accorpato in un'unica bobina con un altro cortometraggio prodotto dall'Universal, il documentario Lumber Industry of California.